# Alvarado kommun, Mexiko
Alvarado är en kommun i Mexiko.   Den ligger i delstaten Veracruz, i den sydöstra delen av landet, 400 km öster om huvudstaden Mexico City. Antalet invånare är 48 178. Arean är 841 kvadratkilometer.
Terrängen i Alvarado är platt.
Följande samhällen finns i Alvarado:
- Heroica Alvarado
- Antón Lizardo
- Paso Nacional
- Playa de la Libertad
- Herón Proal
- Fraccionamiento las Lomas
- La Piedra
- El Conchal
- Mata de Uva
- Mandinga y Cardón
- Buenpaís
- Las Barrancas
- Banus
- Luis Martínez
- El Hato
- Chocotán
- Playa Zapote
- Amado Nervo
- Ciénega del Sur
- Villa Rica Clud de Golf
- Nuevo Progreso